# Dumitru Lovin
Dumitru Lovin (n. 6 octombrie 1942, Moinești, Bacău, România) este un deputat român, ales în 2016. 